# شعباني نوندا
شعباني نوندا (بالفرنسية: Shabani Nonda)‏ ، من مواليد 6 مارس 1977 في بوجومبورا في بوروندي ، لاعب كرة قدم كونغولي.
و قد لعب مع منتخب الكونغو الديمقراطية لكرة القدم.

## روابط خارجية
- شعباني نوندا على موقع IMDb (الإنجليزية)
- شعباني نوندا على موقع الاتحاد الدولي (مؤرشف)  (الإنجليزية)
- شعباني نوندا على موقع اتحاد تركيا (لاعب) (الإنجليزية)
- شعباني نوندا على موقع رابطة كرة القدم الفرنسية للمحترفين (الإنجليزية)
- شعباني نوندا على موقع قاعدة بيانات كرة القدم.إي يو (الإنجليزية)
- شعباني نوندا على موقع ناشيونال فوتبول تيمز (الإنجليزية)
- شعباني نوندا على موقع Soccerbase.com (لاعب) (الإنجليزية)
- شعباني نوندا على موقع عالم كرة القدم.نت (الإنجليزية)
- شعباني نوندا على موقع كووورة